# Symphysia alainii
Symphysia alainii är en ljungväxtart som först beskrevs av Acuña och Roig, och fick sitt nu gällande namn av R. Berazaín. Symphysia alainii ingår i släktet Symphysia och familjen ljungväxter. Inga underarter finns listade i Catalogue of Life.